# Ingo Mogendorf
Ingo Mogendorf (* Dezember 1940 in Deutschland) ist ein ehemaliger deutschstämmiger, britischer Schauspieler.

## Leben
Über Mogendorfs Kindheit, Jugend und Ausbildung ist derzeit nichts bekannt. Offensichtlich kam er frühzeitig nach Großbritannien, wo er seit 1968 als Schauspieler nachzuweisen ist. In einer Reihe britischer Kino- und Fernsehproduktionen steckte man Mogendorf in eine Wehrmachtsuniform und ließ ihn zunächst schneidige Paradenazis jedweder Couleur spielen. In der Ersten-Weltkriegsromanze Darling Lili verkörperte Mogendorf an der Seite von Rock Hudson das Fliegerass Manfred von Richthofen. Zuletzt trat er in einzelnen Folgen englischer TV-Serien auf. 1983 beendete Ingo Mogendorf seine Schauspielerlaufbahn und übersiedelte nach Puerto Banús (Marbella) in Spanien.

## Filmografie
- 1968: Luftschlacht um England
- 1969: Ausbruch der 28
- 1969: Darling Lili
- 1970: Das Wiegenlied der Verdammten (Murphy‘s War)
- 1971: Dad‘s Army
- 1971: The Troubleshooters (eine Folge der TV-Serie)
- 1972: Kommandosache 'Nackter Po' (Up the Front)
- 1974: Marked Personal (zwei Folgen der TV-Serie)
- 1979: Spearhead (eine Folge der TV-Serie)
- 1980: The Assassination Run (drei Folgen der TV-Serie)
- 1980: Born and Bred (eine Folge der TV-Serie)
- 1982: Q.E.D. (eine Folge der TV-Serie)
- 1984: The Brief (zwei Folgen der TV-Serie)